# Pauxi
Pauxi – rodzaj ptaków z rodziny czubaczy (Cracidae).

## Zasięg występowania
Rodzaj obejmuje gatunki występujące w Ameryce Południowej.

## Morfologia
Długość ciała 85–95 cm; masa ciała samców 3500–3850 g, samic 2650–3600 g.

## Systematyka

### Etymologia
- Pauxi: epitet gatunkowy Crax pauxi Linnaeus, 1766; hiszp. Paují „paw”, nazwa używana przez wczesnych osadników w tropikalnej Ameryce dla wielu dużych ptaków łownych[9].
- Ourax (Urax, Uragis): gr. ουραξ ourax, ουραγος ouragos „niezidentyfikowany ptak łowny”, być może „cietrzew”[10]. Gatunek typowy: Crax pauxi Linnaeus, 1766.
- Lophocerus: gr. λοφος lophos „grzebień, czub”; κερας keras, κερως kerōs „róg”[11]. Gatunek typowy: Crax galeata Latham, 1790 (= Crax pauxi Linnaeus, 1766).

### Podział systematyczny
Do rodzaju należą następujące gatunki:
- Pauxi pauxi (Linnaeus, 1766) – czubacz hełmiasty
- Pauxi koepckeae Weske & Terborgh, 1971 – czubacz peruwiański
- Pauxi unicornis J. Bond & Meyer de Schauensee, 1939 – czubacz rogaty